# Kolegiátní kapitula v Mělníku
Kolegiátní kapitula v Mělníku existovala od 11. století do husitských válek při tamním kostele sv. Petra a Pavla.

## Dějiny

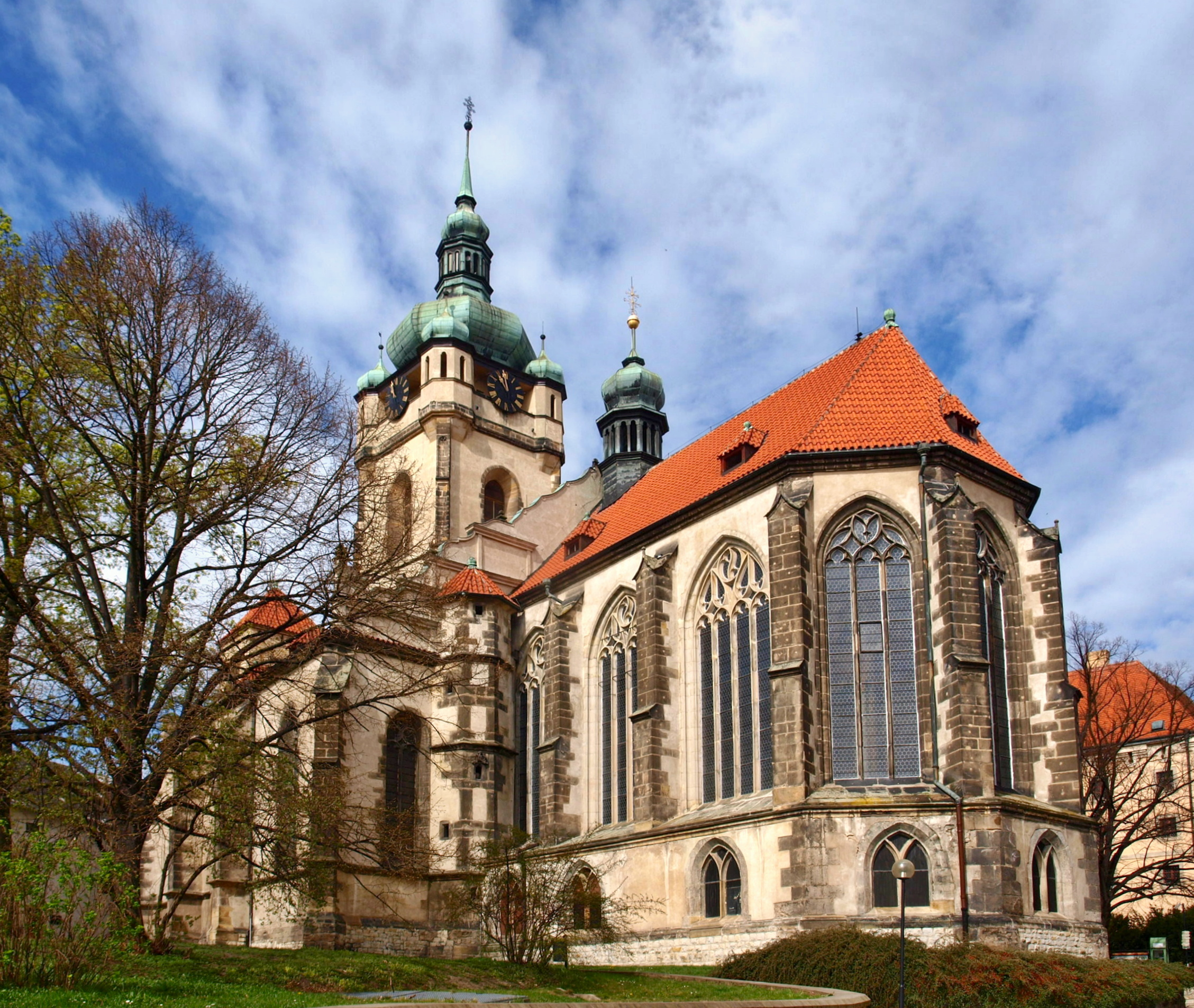
Kostel svatých Petra a Pavla v Mělníku

O historii kapituly se zachovalo jen poměrně málo zpráv. První doložený mělnický probošt Šebíř (Severus) zastával tuto funkci prokazatelně už v roce 1086, avšak podle některých historiků mohou sahat počátky mělnické kapituly až na začátek 11. století, do doby, kdy v Mělníku pobývala kněžna Emma. Součástí majetku kapituly byl i dvorec v Brozanech, kde prý mělničtí probošti občas sídlili, a proto byli někdy nazýváni také brozanskými probošty.
Na přání krále Václava II. přeložil pražský biskup Tobiáš v roce 1294 z Mělníka na Pražský hrad ke kapli Všech svatých, avšak už po šesti letech se z rozhodnutí krále Václava II. vrátila zpět do Mělníka. Karel IV. požádal 12. ledna 1349 papeže, aby kapitula byla opět přeložena do Prahy, žádosti však nebylo vyhověno. Podle zprávy z druhé poloviny 14. století bylo mezi mělnické kanovníky rozděleno devět obročí a noví kanovníci byli jmenováni českou královnou jako vládkyní královského věnného města Mělníka.
Po vypuknutí husitských válek začal král Zikmund od Vánoc roku 1420 zastavovat majetek kapituly. Když se pak Mělník v dubnu 1421 vzdal husitům a tamním hejtmanem se stal Jan Smiřický, museli katoličtí kněží z Mělníka uprchnout, čímž kapitula fakticky zanikla. Titul probošta si kněží však ponechávali až do doby jagellonské (1471–1526). 
V roce 1896 byl papežským breve z podnětu města Mělník obnoven úřad probošta mělnického jako čestného titulu tamního duchovního správce.

## Probošti
1. Šebíř (od roku 1086 do 20. října 1125)
2. Gervas (1125–1146)
3. Hroznata (1146–1148)
4. Jurata (zřejmě od 16. června 1160 do své smrti v roce 1168)
5. Vojtěch (krátce v roce 1168)
6. Jeroným (1172)
7. Benedikt (od roku 1175)
8. Vojtěch (od roku 1178 až do své smrti v dubnu 1200, současně salcburským arcibiskupem)
9. Ondřej (1204–1207)
10. Pelhřim (1217–1223)
11. Otto (1233–1264)
12. Tobiáš z Bechyně (od 24. února 1269 do 27. ledna 1270)
13. Budislav Dražický z Dražic (1276–1277)
14. Oldřich (od 24. ledna 1288 až do své smrti cca v roce 1311)
15. Mikuláš ze Špýru (od 6. ledna 1312 do 27. ledna 1317[1]
16. Jindřich (Henricus de Gors) (před 9. květnem 1318–1348)
17. Jan (1349)
18. Heřman (1358)
19. Jan z Landštejna (od roku 1359 až do své smrti v září 1389)
20. Barnim V. (od 22. září 1389)
21. Zbyněk Zajíc z Hazmburka (1397–1403)
22. Mikuláš Semenec (1403–1404)
23. Konrád z Vechty (od roku 1404 do dubna 1410)
24. Konstantin z Vechty (od 7. dubna 1410)
25. Zikmund z Budějovic (od 30. května 1422 až do své smrti v roce 1436)
26. Jindřich z Litoměřic, doktor dekretů, probošt mělnický (!), kanovník pražský a plebán v Českých Budějovicích 1471[2]

Data udávají období, ve kterém je dotyčná osoba doložena ve funkci probošta.

## Infulovaní probošti a administrátoři po roce 1896
- Josef Bernat (1896–1915) – 1. probošt
- Josef Šlechta (1916–1924) – 2. probošt
- Antonín Dušek (1930–1950) – 3. probošt
- František Hajer (1954–1955) – administrátor
- Vojtěch Metelka (1955–1961) – 4. probošt
- Václav Sikyta (1961–1989) – administrátor
- Jaroslav Vyterna (od 1. listopadu 1992) – 5. probošt
- Jan Jucha MS (2002–2009) – 6. probošt
- Jacek Zyzak MS (2009–2022) – administrátor